# Шкільна (гарнітура)
Шкільна або SchoolBook (СкулБук) — гарнітура, створена в 1949–1961 роках під керівництвом дизайнерки Олени Миколаївни Царегородцевої у Відділі набірних шрифтів НДІ Поліграфмаш на основі малюнків шрифту 1939 року. Предком Шкільної є гарнітура Сенчері Скулбук (Century Schoolbook, 1918) фірми American Type Founders, заснована на гарнітурі Сенчері (Century, 1894).

## Історія
Перша версія Шкільної, створена 1939 року під керівництвом дизайнера Євгена Чернієвського, наприкінці 1940-х — середині 1950-х років активно перероблялася для різних способів складання. Через невелику кількість доступних тоді шрифтів, ця гарнітура широко використовувалася поряд з іншими нечисленними шрифтовими системами.
У 1958 році на основі перших варіантів Шкільної Олена Царегородцева створила гротескну гарнітуру Букварна (TextBook) для складання видань, адресованих малюкам та дітям дошкільного й молодшого шкільного віку, — переважно букварів та підручників початкової школи. Загалом, малюнки більшості символів Букварної повторюють малюнки Шкільної, особливо це помітно на прикладі характерних згинів гілок літер Ж, ж і К, к (рис. 1, 2).
Гарнітура Шкільна, що спочатку призначалася для набору підручників, набула популярності і стала використовуватися значно ширше, ніж розраховували дизайнери. Видання, набрані цією гарнітурою, адресовані широкому загалу читачів — від дітей дошкільного віку до студентів вищих навчальних закладів. Нею набирають книжкові та журнальні видання, букварі, підручники, художню та академічну літературу, енциклопедії, рідше — книги з мистецтва, акциденцію.
Від 2005 року цифрову версію гарнітури під назвою SchoolBook поширює фірма «Паратайп».

## Особливості Шкільної

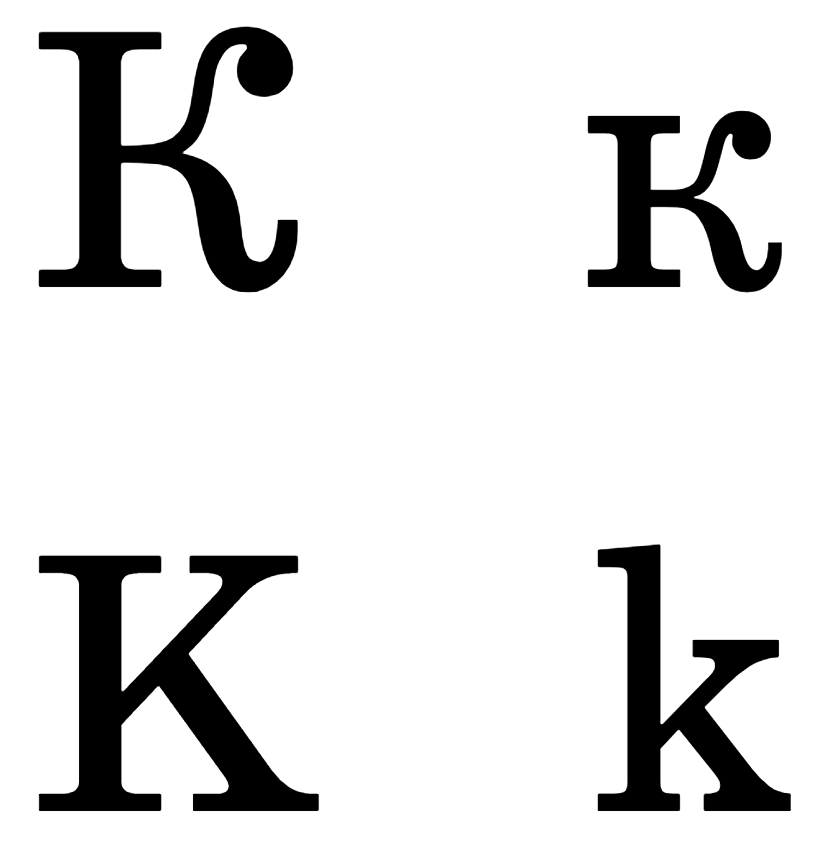
Рис. 3. Літери кириличні К, к і латинські K, k

Шкільна гарнітура — одноширинна статична малоконтрастна з брусковими засічками, округленими в місцях приєднання до основних штрихів. Має широкі пропорції, достатню насиченість і закриту форму знаків. Очко малих символів велике, у межах природних пропорцій відносно великих. Курсив Шкільної дуже широкий і майже не відрізняється за шириною від прямого накреслення. Кирилічні літери К, к мають вигнуті гілки з краплями на верхньому кінці, що відрізняє їх від латинських, які мають прямі гілки (рис. 3).

## Версії гарнітури
Існує кілька версій гарнітури Шкільної:
- SchoolBook — оригінальна,
- SchoolBookC,
- SchoolBookCSanPin — версія, розроблена з урахуванням вимог російських Санітарно-епідеміологічних правил та гігієнічних нормативів (СанПін)[ru].

## Варіанти накреслення
Гарнітура Шкільна спочатку включала чотири накреслення (рис. 4):
- нормальне пряме світле,
- нормальне курсивне світле,
- нормальне пряме напівжирне,
- нормальне курсивне напівжирне.

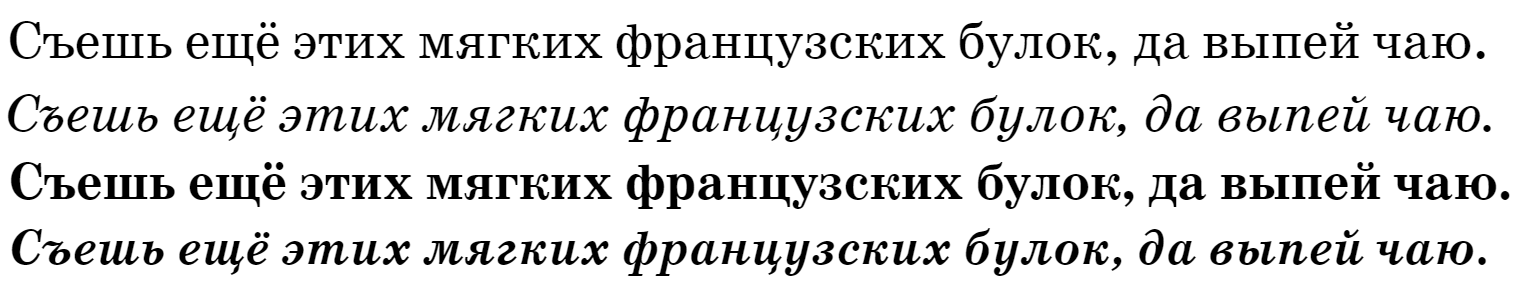
Рис. 4. Нормальні накреслення

2005 року фірма «Паратайп» додала ще два накреслення (рис. 5):
- вузьке пряме світле,

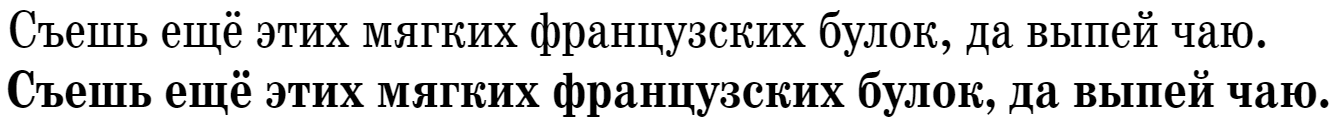
Рис. 5. Вузькі накреслення

- вузьке пряме напівжирне, а також підготувала цифрову версію всієї гарнітури.